# Station Aulum
Station Aulum is een station in Aulum in de Deense gemeente Herning. Het station ligt aan de lijn Holstebro - Vejle. Aulum werd in 1973 gedegradeerd tot halte. 
Het oorspronkelijke stationsgebouw, ontworpen door de architect Heinrich Wenck, is nog aanwezig.